# Cuscuta chittagongensis
Cuscuta chittagongensis är en vindeväxtart som beskrevs av G. Sen Gupta, M. Salar Khan och A.M. Huq. Cuscuta chittagongensis ingår i släktet snärjor, och familjen vindeväxter. Inga underarter finns listade i Catalogue of Life.